# Ratpenat d'orelles llargues de Botswana
El ratpenat d'orelles llargues de Botswana (Laephotis botswanae) és una espècie de ratpenat de la família dels vespertiliònids que es troba a Botswana, República Democràtica del Congo, Malawi, Namíbia, Sud-àfrica, Tanzània, Zàmbia i Zimbàbue.
Habita la sabana.